# Paralejurus
Paralejurus – rodzaj stawonogów z wymarłej gromady trylobitów, z rzędu Corynexochida. Żył w okresie dewonu.